# Horst Böhme
Horst Böhme, född 24 augusti 1909 i Colmnitz, Pretzschendorf, död 10 april 1945 i Königsberg, var en tysk polisman och Oberführer i SS.

## Biografi
Böhme var befälhavare för Sicherheitspolizei och SD (Befehlshaber der Sicherheitspolizei und des SD, BdS) i Prag. Den 27 maj 1942 förövades ett attentat mot Reinhard Heydrich, riksprotektor i Böhmen-Mähren. Heydrich avled den 4 juni och som vedergällning för dennes död föreslog Böhme att SS skulle utplåna den tjeckiska byn Lidice.
Från mars till augusti 1943 förde Böhme befäl över Einsatzgruppe B som mördade judar och partisaner i Vitryssland. Därefter ledde han under ett halvår Einsatzgruppe C som opererade i Ukraina för att under en kort tid år 1944 ånyo leda Einsatzgruppe B.
Omständigheterna kring Böhmes död är oklara. Antingen stupade han eller så valde han att begå självmord för att inte falla i Röda arméns händer.